# 三学士
三学士（さんがくし、サムハクサ（サマクサ）、삼학사）は、1637年の丙子の乱の際に、朝鮮（李氏朝鮮）が清に降伏することに反対し、斥和論（講和に反対する論）を主張して清国に捕えられ、残酷な死に至った斥和派の強硬論者三人、すなわち、洪翼漢、尹集、呉達済を総称する表現。

## 概要
丙子の乱の際、彼らは清を蛮夷だとして、最後まで主戦論を主張した。彼らは、仁祖が三田洞でホンタイジに降参した後、斥和臣として捕えられ、瀋陽で処刑された。 彼らの思想は、伝統的な朱子学の立場に立っており、忠君愛国の思想、明に対する慕華思想がその支えとなっていた。例えば、洪翼漢の『尊周彙編』には「列聖相承，世藩職修，事大一心（先祖代々から中華の藩屏として仕え、強大な主君に一意専心仕えるのみ）」とある。

## 瀋陽の三学士遺跡碑
後に清の太宗となったホンタイジは、三学士の高節を称えて瀋陽に祠堂と石碑の建立を命じ、「三韓山斗」と揮毫したと伝えられた。1932年に、「三韓山斗」の碑額が発見され、瀋陽の春日公園に三学士遺跡碑が復元された。

## 南漢山城の顕節祠
世界遺産となっている南漢山城には、三学士を祀った顕節祠が設けられている。例年、旧暦9月10日に祭祀が行われている。
この祠は、1671年に宋時烈が『三学士伝』を著して三学士の事績を顕彰したことなどを受けて、1681年に建設されたものである。